# 下駒月
下駒月（しもこまづき）は、滋賀県蒲生郡日野町の大字。旧蒲生郡下駒月村。

## 地理
日野町南西部に位置する。南西に布引山（甲賀市土山町大野）、北東に小岳（日野町鎌掛）があり、その間にある谷を流れる駒月川右岸に位置する。北で深山口、東で鎌掛、南で上駒月、南西で甲賀市土山町大野、西で迫と接する。

## 歴史
中世には狛月谷（こまづきだに）の地名が見られる。慶長6年（1601年）、水野氏と旗本小普請組武嶋氏との入会給となり合わせて下駒月村500石余を有した。また、天保郷帳によれば、天保8年（1837年）の村高は707石であり、明和3年（1766年）の村方明細帳によればこのうち207石余が水野氏の知行であり、500石が武嶋弁之助の知行であるとされる。元来は甲賀郡であったが、1889年（明治22年）、町村制施行により蒲生郡に編入され、蒲生郡南比都佐村の大字となった。1955年（昭和30年）には合併により日野町の大字になっている。

### 地名の由来
中世、近辺の谷を狛月谷（こまづきだに）と称しており、これに基づく。また、「こま」の呼び名より渡来人居住地説がある。

## 世帯数と人口
2019年（令和元年）8月31日現在の世帯数と人口は以下の通りである。
| 大字   | 世帯数 | 人口  |
| ------ | ------ | ----- |
| 下駒月 | 82世帯 | 254人 |

### 人口の変遷
国勢調査による人口の推移。
| 1995年（平成7年）  | 341人 | [ 6 ]  |  |
| 2000年（平成12年） | 330人 | [ 7 ]  |  |
| 2005年（平成17年） | 330人 | [ 8 ]  |  |
| 2010年（平成22年） | 277人 | [ 9 ]  |  |
| 2015年（平成27年） | 267人 | [ 10 ] |  |

### 世帯数の変遷
国勢調査による世帯数の推移。
| 1995年（平成7年）  | 74世帯 | [ 6 ]  |  |
| 2000年（平成12年） | 73世帯 | [ 7 ]  |  |
| 2005年（平成17年） | 73世帯 | [ 8 ]  |  |
| 2010年（平成22年） | 71世帯 | [ 9 ]  |  |
| 2015年（平成27年） | 78世帯 | [ 10 ] |  |

## 学区
町立小・中学校に通う場合、学区は以下の通りとなる。
| 番・番地等 | 小学校                 | 中学校             |
| ---------- | ---------------------- | ------------------ |
| 全域       | 日野町立南比都佐小学校 | 日野町立日野中学校 |

## 交通

### 鉄道
当地には鉄道は通っていない。

### 道路
- 滋賀県道182号西明寺水口線
- 滋賀県道183号日野徳原線
- 滋賀県道540号下駒月水口線

## 施設
- 下駒月会議所
- 下駒月農業集会所

## 史跡
- 安楽寺
- 西照院
- 日枝神社

## その他

### 日本郵便
- 郵便番号 : 529-1633[3]（集配局：近江日野郵便局[12]）。